# Pro Quote Regie - PQR
Der Verein Pro Quote Regie wird 2014 in Berlin gegründet. Er deckt die eklatante Ungerechtigkeit bei der Vergabe der Regieaufträge im deutschen Film und Fernsehen auf und setzt sich mit filmpolitischen Forderungen, Aktionen und Veranstaltungen für die Gleichstellung von Frauen in der Regie ein.
Die Gründerinnen von ProQuote Regie sind die Regisseurinnen: Annette Ernst, Katinka Feistl, Esther Gronenborn, Nina Grosse, Imogen Kimmel, Maria Mohr, Nathalie Percillier, Barbara Rohm, Margrét Rún, Bettina Schoeller, Tatjana Turanskyj und Connie Walther. 2016 kam Barbara Teufel zur Kerngruppe dazu.
Pro Quote Regie ist nach dem Journalistinnen-Netzwerk Pro Quote Medien und dem von Ärztinnen und Medizinprofessorinnen gegründeten Verein Pro Quote Medizin die dritte Initiative, mit der Frauen mit einem hohen Anteil in ihrer Branche für mehr weibliche Führungskräfte und finanzielle Mittel kämpfen. 2017 wird die vierte Initiative Pro Quote Bühne, die eine Frauenquote im Theaterbereich fordert, gegründet.
2018 wird ProQuote Regie erweitert zu ProQuote Film.

## Forderungen und Selbstverständnis
Die Hauptforderungen von ProQuote Regie sind:
- eine Frauenquote für die Vergabe von Regieaufträgen im Film- und Fernsehbereich: 30 % in 3 Jahren, 42 % in 5 Jahren und 50 % in 10 Jahren.
- eine paritätische Besetzung der Entscheidungsgremien aller Filmförderungen.
- eine umfassende soziologische Studie zu Werdegang und beruflicher Situation von Regisseurinnen sowie zur Vergabepraxis von Sendern und Fördergremien unter Gendergesichtspunkten.

Die Forderungen basieren zunächst auf selbst erhobenen Zahlen, da in Deutschland bislang keine Statistiken über die geschlechterbezogene Verteilung der Regieaufträge existieren. Die Zahlen werden kurz darauf im 1. Diversitätsbericht des Bundesverbands Regie als richtig bestätigt.
Neben der Forderung nach Geschlechtergerechtigkeit bei der Verteilung von Regieaufträgen für das Fernsehen und der Fördermittel für Kinofilme geht es der Initiative im Wesentlichen darum, die filmische Interpretation der Welt nicht mehr allein einer klassischen, tradiert männlichen Perspektive zu überlassen.
In kurzer Zeit stellen sich über 600 Regisseurinnen und UnterstützerInnen aus Film, Fernsehen und anderen Branchen hinter die Forderungen von Pro Quote Regie.

## Geschichte
Im Februar 2013 erschien in der von Ellen Wietstock herausgegebenen Filmzeitschrift Black box der Artikel „Beruf Regisseurin“. Ellen Wietstock zeigte auf, dass in den letzten Sitzungen der Filmförderungsanstalt (FFA) 4,5 Mio. Euro für 17 Kinoprojekte und bei der Film- und Medienstiftung NRW einen Monat später 5,4 Mio. Euro vergeben werden. Bei diesen insgesamt 47 Kinoprojekten war die Regie-Position ausschließlich männlich besetzt. Die Regisseurinnen Annette Ernst und Katinka Feistl nahmen daraufhin Kontakt zu ihren Kolleginnen Imogen Kimmel und Verena S. Freytag auf. Zu viert recherchierten sie die ersten Zahlen. Die Schieflage ist eklatant. Kurz darauf stoßen Julia von Heinz und Tatjana Turanskyj hinzu.
Die Recherche läuft über händisch erhobene Zahlen der von Fernsehredaktionen betreuten und in Auftrag gegebenen Kino- und TV Filme. Der Hintergrund dafür ist, dass die überwiegende Mehrheit aller in Deutschland hergestellten Filme nur mit Mitteln öffentlich-rechtlicher Sendeanstalten zustande kommt. Das Ergebnis zeigt, dass 2013 89 % aller fiktionalen Werke in der Primetime unter männlicher Regie inszeniert werden und nur 11 % von Frauen.
Anlässlich der Berlinale 2014 treffen sich 80 Regisseurinnen am Potsdamer Platz zu einem geheimen Treffen, zu dem die Leiterinnen des schwedischen Filminstituts Anna Serner und Tove Torbiörnsson eingeladen sind. Sie haben in Schweden bereits mit Erfolg eine Selbstverpflichtung der Filmbranche von 40 % durchgesetzt, ohne deren Erfüllung es schwer ist, in Schweden finanzielle Unterstützung für Filmprojekte zu bekommen. Am Ende des Treffens in Berlin beschließen die deutschen Regisseurinnen, sich aktiv gegen die ungerechte Verteilung der Regieaufträge und Fördermittelvergabe zu wehren.
Die Arbeit wird sofort aufgenommen. Sechs Monate später wird von einem Kernteam von 12 Regisseurinnen der gemeinnützige Verein Pro Quote Regie gegründet. Mit der Kommunikationsberaterin Stephanie Bernoully werden Strategien für Pressekonferenzen, Aktionen, Veranstaltungen sowie die politischen Auftritte von Pro Quote Regie erarbeitet. Die ersten Spots werden gedreht.
In Recherchen, Analysen, Diskussionen und im Austausch mit Feministinnen im In- und Ausland kristallisiert sich heraus, dass die als individuell wahrgenommenen Hindernisse von Frauen im Regieberuf strukturellen Charakter haben und gesellschaftlichen Ursprungs sind.
So formulierte auch die Oscar Gewinnerin und Jurypräsidentin der Filmfestspiele Cannes 2014, Jane Campion, zur Gleichstellung von Filmemacherinnen: „Especially when it comes to public money, it must be equal.“
Im Mai 2014 kontaktieren Vertreterinnen von Pro Quote Regie Ulle Schauws, die Sprecherin der Grünen für Frauen- und Kulturpolitik und Mitglied im Bundestag. Ulle Schauws erklärt sich bereit, das Anliegen von Pro Quote Regie zu unterstützen und stellt am 6. November 2014 im Bundestag den Antrag für „Grundlagen für Gleichstellung im Kulturbetrieb“, dem zugestimmt wird.
Parallel dazu nehmen Vertreterinnen von Pro Quote Regie Kontakt zum Bundesministerium für Familie, Senioren, Frauen und Jugend (BMFSJ) auf.
Im Dezember 2014 wurden die Aktionen von Pro Quote erstmals vom BMSFJ gefördert, sowie von der SPD, den Grünen und der Linken politisch unterstützt.
Am 14. Oktober 2014 trat Pro Quote Regie mit der Präsentation der selbst recherchierten Zahlen in einer Pressekonferenz an die Öffentlichkeit. Die mediale Resonanz war groß.
Anlässlich der Berlinale 2015 erfolgt der erste große, öffentliche Auftritt von Pro Quote Regie. Kulturstaatsministerin Monika Grütters, Veronika Ferres, Margarethe von Trotta, Ula Stöckl, FC Gloria und viele mehr, besuchen das eigens dafür aufgebaute PQR Bubble-Zelt am Potsdamer Platz. Regisseurinnen drehen viele Filme, lang und kurz.
Dem folgen in den nächsten Jahren unzählige weitere öffentliche Auftritte im Rundfunk, auf Podiumsdiskussionen, Veranstaltungen, Filmfestivals, auch im europäischen Ausland, und am 11. November 2015 spricht Maria Mohr für Pro Quote Regie im Bundestag.
Dezember 2016: Die FFG Novelle wird verabschiedet. Die Gleichstellungsklausel und die paritätische Besetzung werden durchgesetzt, die Quote nicht.
Februar 2017: Veröffentlichung der Studie „GENDER UND FILM - Rahmenbedingungen und Ursachen der Geschlechterverteilung von Filmschaffenden in Schlüsselpositionen in Deutschland“ im Auftrag der Filmförderungsanstalt (FFA), angeregt durch Pro Quote Regie.
Anfang 2018 wird ProQuote Regie zu ProQuote Film. Folgende Gewerke kommen jetzt hinzu: Kamera, Filmton, Filmkomposition, Filmproduktion, Montage, Drehbuch, Kostümbild, Szenenbild und Schauspiel.

## Erstunterzeichnung und Unterstützung
Zu den Erstunterzeichnenden gehörten neben anderen Maren Ade, Doris Dörrie, Hermine Huntgeburth, Nicolette Krebitz, Caroline Link, Helke Misselwitz, Claudia Prietzel, Claudia Rorarius, Helke Sander, Ula Stöckl, Isabell Šuba, Monika Treut und Margarethe von Trotta. Stefan Arndt, Michael Ballhaus, Senta Berger, Veronica Ferres, Ulrike Folkerts, Ulrich Gregor, Erika Gregor, Eva Hubert, Dieter Kosslick, Michael Lehmann, Franz Kraus, Katja Riemann, Volker Schlöndorff, Dorothee Schön und Julia Thurnau.
Auf der Liste der Unterstützenden fanden sich auch in der Politik tätige Personen, beispielsweise Manuela Schwesig, Elke Ferner, Falk Neubert, Claudia Roth, Ulle Schauws, Sonja Hofmann, Tabea Rößner, Sigrid Hupach und Anke Domscheit-Berg.

## Erfolge
April 2015: Michael Lehmann, Geschäftsführer der Studio Hamburg Produktion GmbH, erklärte, dass er eine 50% Quote für Regisseurinnen im Serienbereich einführen werde.
Herbst 2015: Das ARD-Tochterunternehmen Degeto führte die 20 % Quote für Regisseurinnen ein.
2016 gab die Kulturstaatsministerin Monika Grütters die umfassende Studie Frauen in Kultur und Medien heraus, die den Gap bei der Teilhabe von Frauen in sämtlichen Kulturbereichen belegt. Im Vorwort bezieht sie sich ausdrücklich auf Pro Quote Regie.
Im Jahr 2017 lag der Anteil weiblicher Regie bei der ARD bei 19,8 %, beim ZDF bei 16,9 % und bei RTL bei 30,5 %. Bei Kinospielfilmen stagnierte der Frauenanteil bei 22 %, bei Filmen über 5 Millionen lag er lediglich bei 18 %.